# Harpstedt
Harpstedt is een gemeente in de Duitse deelstaat Nedersaksen. Harpstedt is de hoofdplaats van de Samtgemeinde Harpstedt, gelegen in het Landkreis Oldenburg. De gemeente telt 4.727 inwoners. Naburige plaatsen zijn onder andere Dötlingen, Ganderkesee en Großenkneten.

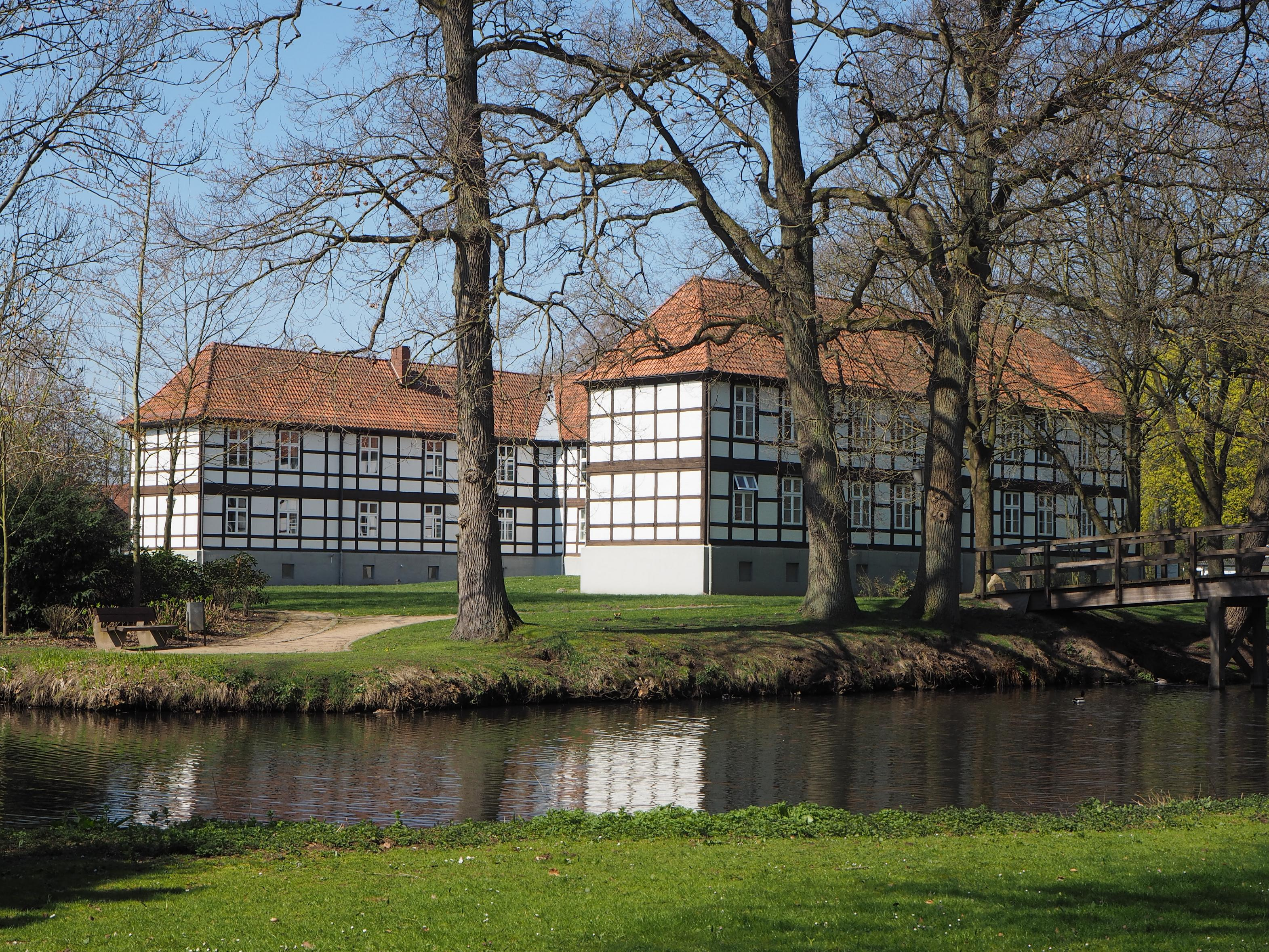
Amtshof

In het gebouw Amtshof is zowel het bestuur van het vlek Harpstedt als dat van de overkoepelende Samtgemeinde gevestigd.
Zie verder: Samtgemeinde Harpstedt.
- Gemeinsame Normdatei: 4273412-5
- MusicBrainz: dcafa512-c339-42b4-bedb-87a56bf51488
- Nationale Bibliotheek van Tsjechië: ge1057325
- Virtual International Authority File: 237366194

Beckeln · 
Colnrade · 
Dötlingen · 
Dünsen · 
Ganderkesee · 
Groß Ippener · 
Großenkneten · 
Harpstedt · 
Hatten · 
Hude (Oldb) · 
Kirchseelte · 
Prinzhöfte · 
Wardenburg · 
Wildeshausen · 
Winkelsett